# Taktik (Film)
Taktik (Arbeitstitel: Lohn der Angst) ist ein österreichischer Spielfilm des Ehepaares Hans-Günther Bücking und Marion Mitterhammer aus dem Jahr 2022 mit Simon Hatzl, Harald Krassnitzer, Michael Thomas, Anoushiravan Mohseni, Marion Mitterhammer, Michou Friesz und Bojana Golenac.

## Handlung
In einem Gefängnis bringen die drei Insassen Alois Steindl, Hans und Abdullah die drei Mitarbeiterinnen Gaby, Rosa und Jasna aus der Gefängniskantine in ihre Gewalt. Mit den Geiseln und selbstgebastelten Bomben wollen die drei Häftlinge ihre Freiheit erzwingen.
Anführer der Verbrecher ist Alois Steindl, seitens der Polizei führt der zufällig diensthabende Polizist Alfred „Fredi“ Hollerer die Verhandlungen, zumindest solange, bis der Verhandlungs-Experte eintrifft. Bis dahin dauert es allerdings einige Stunden, die für die drei Frauen zum Albtraum werden.

## Produktion und Hintergrund
Die Dreharbeiten fanden an 17 Drehtagen vom 4. Dezember 2019 bis zum 22. Jänner 2020 in Graz in der Steiermark statt.
Unterstützt wurde die Produktion vom Österreichischen Filminstitut, von Cine Art, der Stadt Graz, Film Commission Graz, Graz Tourismus und Stadtmarketing sowie Cinestyria Filmcommission and Fonds. Produziert wurde der Film von der Rokonstreetfilmproduction (Produzenten Hans-Günther Bücking und Marion Mitterhammer), den Verleih übernahm die Einhorn Film.
Die Kamera führte Regisseur und Drehbuchautor Hans-Günther Bücking. Für Ton und Tongestaltung zeichneten Gerd Jochum, Martin Rohrmoser und Matthias Müller verantwortlich, für das Kostümbild Anja Lichtenegger, für das Szenenbild Burkhard Stulecker und für die Maske Birgit Beranek.
Der Film basiert auf einer wahren Begebenheit in einem Grazer Gefängnis in den 1990er-Jahren. Am 14. November 1996 brachten in der Justizanstalt Graz-Karlau drei Insassen drei Frauen in ihre Gewalt.

## Veröffentlichung
Premiere war am 26. April 2022 im Schubertkino in Graz und am 27. April 2022 im English Cinema Haydn in Wien. Der österreichische Kinostart war am 6. Mai 2022.
Am 27. August 2022 wurde der Film in der Kategorie Spotlights auf dem Filmfestival Kitzbühel gezeigt. Taktik wurde am 23. November 2022 in der Kategorie Non-English Language Film zu den 80. Golden Globes Awards in die Longlist aufgenommen.
Auf ServusTV wurde der Film am 14. Jänner 2023 erstmals ausgestrahlt. Am 28. Januar 2023 wurde mit der Produktion das Snowdance Independent Film Festival in Essen eröffnet.

## Rezeption
Martina Rényi umschrieb die Handlung des Thrillers in der Fernsehsendung ZIB 1 des ORF als psychologisches Machtspiel am Telefon und bezeichnete den Film als ein nervenaufreibendes Kammerspiel, hochkarätig besetzt und überzeugend gespielt.
Isabella Wallnöfer meinte in der österreichischen Tageszeitung Die Presse, dass der Film bis zuletzt spannend bleibe, obwohl man aufgrund der Historie von Anfang an weiß, wie es ausgehen wird. Das liege vor allem an den exzellenten Schauspielern. Die Spannung werde von der menschen- und frauenverachtenden Art der drei Männer angetrieben, denen man zutraut, dass sie die Drohungen wahr machen.
Valerie Dirk dagegen befand auf DerStandard.at, dass der Nervenkitzel auf sich warten lasse, was zum Teil an den farblosen Gesprächen der zwei Kontrahenten liege. Auch die Dynamik zwischen Geiseln und Kriminellen nehme zu wenig Fahrt auf. Zur schwächelnden Dramaturgie komme ein holpriges Timing von Musik und Montage. Schade sei schließlich, dass der Film die Handlung in die Gegenwart verlege.
Verena Franke wiederum bezeichnete Taktik in der Wiener Zeitung als kurzweiligen österreichischen Thriller mit einer äußerst passend gecasteten Besetzung, der aber nicht unbedingt enthusiasmiere.
Albert Meisl stellte in der österreichischen Wochenzeitung Falter fest, dass der True-Crime-Thriller mit seiner expliziten Brutalität streckenweise an Werke von 60er-Jahre-Bahnhofskino-Machern wie Rolf Olsen oder Ernst Hofbauer erinnere.
Verena Kaufmann-Plank hob auf Vienna.at hervor, dass das psychologische Kammerformat des Filmes auf engstem Raum in dunklen, klaustrophobischen Bildern gehalten sei, die sich ganz auf die Schauspieler und ihre Mimik verlassen. Dass die teils langen Gespräche zwischen den Duellanten auch an den Nerven des Publikums zerren, entspräche letztlich der Taktik gegenüber den Geiselnehmern. Harald Krassnitzer gelinge es, als Anführer der Geiselnehmer einen Charakter zwischen Konzilianz und lodernder Wut zu erschaffen.
Manuel Simbürger bewertete den Psychothriller auf film.at als großes Schauspielkino, in dem es nicht um rasantes Tempo und Action gehe, sondern um Emotionen, emotionales Kräftezerren und psychologische Studien über das Menschsein. Gerade deshalb sei der Film ein nicht perfekter, aber gelungener Adrenalin-Schocker geworden.
Dominic Heinzl vom österreichischen Fernsehsender ATV bezeichnete Taktik als besten Austro-Film seit langem.
Lisa Trompisch hob in der österreichischen Tageszeitung Kurier die beklemmende Intensität des Filmes hervor, der mit Harald Krassnitzer in einer für ihn eher untypischen Rolle als narzisstischer, brutaler Häftling überrasche.

## Auszeichnungen und Nominierungen
Filmtage Oberschwaben 2022
- Einladung in den Wettbewerb um den Hans W. Geißendörfer Preis für den besten Spielfilm[24]

Montreal Independent Film Festival 2022
- Nominierung in den Kategorien Best International Narrative Feature (Hans-Günther Bücking), Best Female Director (Marion Mitterhammer) und Best Composer (Matthias Müller)[25]

Halic Goldenhorn Film Festival 2022
- Nominierung in der Kategorie Best International Narrative Feature[26]

Snowdance Independent Film Festival 2023
- Auszeichnung für das beste Script[27]

Santa Cruz International Film Festival 2023
- Nominierung in der Kategorie Best Feature Film Fiction[28]

Österreichischer Filmpreis 2023
- Nominierung in der Kategorie Beste weibliche Nebenrolle (Michou Friesz)